# Amblyjoppa rufobalteata
Amblyjoppa rufobalteata är en stekelart som beskrevs av Cameron 1902. Amblyjoppa rufobalteata ingår i släktet Amblyjoppa och familjen brokparasitsteklar. Utöver nominatformen finns också underarten A. r. amoena.